# Othmane El Afi
Othmane El Afi, né le 28 octobre 1990 à Rabat, est un coureur cycliste marocain.

## Biographie
En 2013, Othmane El Afi prend la deuxième place du championnat du Maroc du contre-la-montre. L'année suivante, il se classe douzième du Tour international de Constantine
En 2017, il se distingue lors des championnats d'Afrique sur piste en obtenant deux médailles de bronze, dans la poursuite et le kilomètre. Il termine également troisième d'une étape du Tour du Maroc, sous les couleurs d'une sélection régionale marocaine.

## Palmarès sur route

### Par année
- 2013
  - 2e du championnat du Maroc du contre-la-montre

### Classements mondiaux
| Année           | 2012 | 2013 | 2014 | 2015 | 2016 | 2017 | 2018 |
| --------------- | ---- | ---- | ---- | ---- | ---- | ---- | ---- |
| UCI Africa Tour | 155e | 113e |      |      | 190e | 161e | 223e |

## Palmarès sur piste

### Championnats d'Afrique
- Durban 2017
  -  Médaillé de bronze du kilomètre
  -  Médaillé de bronze de la poursuite